# امپراتریس چونچو
چونچو یا ملکه هئونائه همسر پادشاه گیئونگ جونگ از گوریو و مادر پادشاه موک جونگ از گوریو بود.

## معرفی
امپراتریس چونچو یکی از زنان و اشرافیان کره بود. او همچنین مادر مؤسس سلسله چوسان بود، که مغول‌ها را شکست داد و از کره بیرون کرد. در زمان حکومت پسرش او قیم پسرش شد و امور مملکتی، به خصوص ارتش گوهریو را سر و سامان داد. در زمان او امپراتوری خیتان (مغول) قدرت زیادی داشت و به علت داشتن مرز مشترک با گوریو همواره در حال جنگ بودند. امپراتریس چونچو در یکی از جنگ‌ها اسیر آنها شد و شکنجه‌های بسیاری را تحمل کرد اما به خاطر این که او یک اشرف زاده بود آزاد شد. در زمان قیمی او از پسرش در امور مملکتی قدرت ارتش کشور گوریو افزایش چشمگیری داشت. او نیز توانست گوریو را دوباره به امپراتوری تبدیل کند، که در زمان حکومت برادرش این امپراتوری به پادشاهی تغییر یافته بود. ارتشی که او ساخت و کارهای قدرتمندش تا ۱۵۰ سال بعد نیز گوریو را از جنگ مغول‌ها در امان داشت. زمانی که مغول‌ها کشور را در اختیار گرفتند، تائجو که از رابطه نامشروع پسر کوچکتر چانگ (یکی مانده به آخرین پادشاه گوریو)، و معشوقه اش نوه آخرین ولیعهد شیلا (کیم چی یانگ)خبر داشت مغول‌ها را از کشور بیرون و سلسه چوسان را تأسیس کرد.